# 바론치 가문
데카메론의 이야기 속에 언급되는 이탈리아 피렌체의 명문가. 바론치 가문은 명문가였으나, 용모가 흉한 사람들이 많기로 유명했다. 사람들 사이에 어느 가문이 가장 존귀한 귀족가문이냐 하는 것을 이야기 했는데, 한 농담 잘하는 젊은이가 바론치 가문이 가장 오래된 가문이므로 가장 전통있는 존귀한 가문이라는 주장을 펼쳤다.
이 젊은이는 바론치 가문이 왜 가장 존귀한 가문이냐하는 이유로, 신께서 사람을 만드실 때, 처음에 모양을 만들때는 그림을 잘 못그리는 아이처럼 삐뚤빼뚤하고 엉성하게 모습을 만들다가 차차 익숙해져서 말끔한 모양을 만들게 되셨을 것인데, 바론치 가문 사람들의 못생긴 용모는 바로 신이 처음에 엉성하게 사람을 만들던 시절의 모습이라 할 수 있으므로, 바론치 가문은 매우 오랜 옛날에 생긴 가문이라는 설명을 하여, 좌중을 웃겼다.

## 참고 문헌
1. ↑  The Decameron of Giovanni Boccaccio by Giovanni Boccaccio - Project Gutenberg